# Massacre de Lisboa de 1506

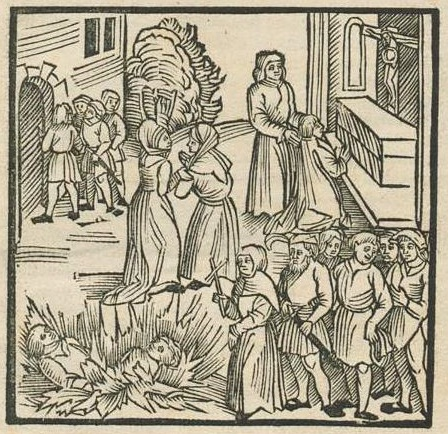
Uma das duas únicas gravuras sobreviventes ao Terramoto de Lisboa de 1755 e ao incêndio da Torre do Tombo: “Von dem Christeliche – Streyt, kürtzlich geschehe – jm. M.CCCCC.vj Jar zu Lissbona – ein haubt stat in Portigal zwischen en christen und newen chri – sten oder juden, von wegen des gecreutzigisten [sic] got.” (Da Contenda Cristã, que recentemente teve lugar em Lisboa, capital de Portugal, entre cristãos e cristãos-novos ou judeus, por causa do Deus Crucificado”).

No Massacre de Lisboa de 1506, também conhecido como Pogrom de Lisboa ou Matança da Páscoa de 1506, uma multidão perseguiu e matou milhares de judeus (mais de 4000, segundo o relato contemporâneo de Garcia de Resende), acusados de serem a causa de uma seca, fome e peste que assolavam o país.
Só a intervenção do rei D. Manuel I de Portugal pôs fim ao motim, enviando as suas tropas reais e castigando com pesadas penas os culpados.

## Antecedentes
O massacre ocorreu antes do início da Inquisição portuguesa e nove anos depois da conversão forçada dos judeus em Portugal, em 1497, durante o reinado de D. Manuel I.
Cerca de 100 mil judeus refugiaram-se em Portugal nos anos que se seguiram à sua expulsão de Espanha em 1492 pelos reis católicos. D. Manuel I mostrou-se mais tolerante com a comunidade judaica, mas, sob pressão de Espanha, também em Portugal, a partir de 1497, os judeus foram forçados a converterem-se para não serem mais humilhados e mortos em praças públicas.

## O massacre
A historiografia situa o início da matança no Convento de São Domingos de Lisboa, no dia 19 de abril de 1506, um domingo, quando os fiéis rezavam pelo fim da seca e da peste que grassavam em Portugal, e alguém jurou ter visto no altar o rosto de Cristo iluminado — fenómeno que, para os católicos presentes, só poderia ser interpretado como uma mensagem de misericórdia do Messias — um milagre.
Um cristão-novo que também participava da missa tentou explicar que esse milagre era apenas o reflexo de uma luz, mas foi calado pela multidão, que o espancou até à morte.
A partir daí, os judeus da cidade que anteriormente já eram vistos com desconfiança tornaram-se o bode expiatório da seca, da fome e da peste: três dias de massacre se sucederam, incitados por frades dominicanos que prometiam absolvição dos pecados dos últimos 100 dias para quem matasse os "hereges" e que juntaram uma turba de mais de quinhentas pessoas incluindo muitos marinheiros da Holanda, da Zelândia e de outras terras com as suas promessas.
A corte encontrava-se em Abrantes — onde se instalara para fugir à peste — quando o massacre começou. D. Manuel I tinha-se posto a caminho de Beja, para visitar a mãe. Terá sido avisado dos acontecimentos em Avis, logo mandando magistrados para tentar pôr fim ao banho de sangue. Entretanto, mesmo as poucas autoridades presentes foram postas em causa e, em alguns casos, obrigadas a fugir.
Como consequência, homens, mulheres e crianças foram torturados, massacrados e queimados em fogueiras improvisadas no Rossio, mais precisamente junto ao largo de São Domingos. Os judeus foram acusados entre outros "males", de deicídio e de serem a causa da profunda seca e da peste que assolava o país. A matança durou três dias — de 19 a 21 de Abril, na Semana Santa de 1506. Um dos alvos principais do massacre terá sido um cristão-novo que era escudeiro do rei, D. João Rodrigues Mascarenhas, sendo este também detentor de muitos direitos de alfândega nos principais portos do reino (Lisboa, Setúbal, Porto e Viana). Este facto pode ter sido parte da causa que levou os marinheiros a entrar na matança.

## Consequências

Epistola de victoria contra infideles habita, 1507

D. Manuel I penalizou os envolvidos, confiscando-lhes os bens, e os dominicanos instigadores foram condenados à morte por enforcamento. Há também indícios de que o referido Convento de São Domingos (da Baixa) teria sido fechado durante oito anos e sabe-se que os representantes da cidade de Lisboa foram expulsos do Conselho da Coroa (equivalente ao atual Conselho de Estado), onde tinham assento desde 1385, quando o rei D. João I lhes concedeu esse privilégio pelo seu apoio à sua campanha pela conquista do trono português.
No seguimento do massacre, do clima de crescente antissemitismo em Portugal e do estabelecimento do Tribunal do Santo Ofício — que entrou em funcionamento em 1540, perdurando até 1821 — muitas famílias judaicas fugiram ou foram expulsas do país, tendo como destino principal os Países Baixos e secundariamente, França, Turquia e Brasil, entre outros.
Mesmo expulsos da Península Ibérica, os judeus só podiam deixar Portugal mediante o pagamento de "resgate" à Coroa. No processo de emigração, os judeus abandonavam ou vendiam as propriedades por preços irrisórios e viajavam apenas com a bagagem que conseguiam carregar.

## O massacre na historiografia
O Massacre de 1506 ficou como que apagado da memória colectiva, um pedaço de história esquecida que não está nos livros de história, caiu no esquecimento e são poucos os historiadores que lhe fazem referência. O horror e a violência foram descritos e reproduzidos por Damião de Góis, Alexandre Herculano, Oliveira Martins, Garcia de Resende, Salomon Ibn Verga e Samuel Usque.
Damião de Góis in «Chronica do Felicissimo Rey D. Emanuel da Gloriosa Memória»:
«No mosteiro de São Domingos existe uma capela, chamada de Jesus, e nela há um Crucifixo, em que foi então visto um sinal, a que deram foros de milagre, embora os que se encontravam na igreja julgassem o contrário. Destes, um Cristão-novo (julgou ver, somente), uma candeia acesa ao lado da imagem de Jesus. Ouvindo isto, alguns homens de baixa condição arrastaram-no pelos cabelos, para fora da igreja, e mataram-no e queimaram logo o corpo no Rossio.
Ao alvoroço acudiu muito povo a quem um frade dirigiu uma pregação incitando contra os Cristãos-novos, após o que saíram dois frades do mosteiro com um crucifixo nas mãos e gritando: “Heresia! Heresia!” Isto impressionou grande multidão de gente estrangeira, marinheiros de naus vindos da Holanda, Zelândia, Alemanha e outras paragens. Juntos mais de quinhentos, começaram a matar os Cristãos-novos que encontravam pelas ruas, e os corpos, mortos ou meio-vivos, queimavam-nos em fogueiras que acendiam na ribeira (do Tejo) e no Rossio. Na tarefa ajudavam-nos escravos e moços portugueses que, com grande diligência, acarretavam lenha e outros materiais para acender o fogo. E, nesse Domingo de Pascoela, mataram mais de quinhentas pessoas.
A esta turba de maus homens e de frades que, sem temor de Deus, andavam pelas ruas concitando o povo a tamanha crueldade, juntaram-se mais de mil homens (de Lisboa) da qualidade (social) dos (marinheiros estrangeiros), os quais, na Segunda-feira, continuaram esta maldade com maior crueza. E, por já nas ruas não acharem Cristãos-novos, foram assaltar as casas onde viviam e arrastavam-nos para as ruas, com os filhos, mulheres e filhas, e lançavam-nos de mistura, vivos e mortos, nas fogueiras, sem piedade. E era tamanha a crueldade que até executavam os meninos e (as próprias) crianças de berço, fendendo-os em pedaços ou esborrachando-os de arremesso contra as paredes. E não esqueciam de lhes saquear as casas e de roubar todo o ouro, prata e enxovais que achavam. E chegou-se a tal dissolução que (até) das (próprias) igrejas arrancavam homens, mulheres, moços e moças inocentes, despegando-os dos Sacrários, e das imagens de Nosso Senhor, de Nossa Senhora e de outros santos, a que o medo da morte os havia abraçado, e dali os arrancavam, matando-os e queimando-os fanaticamente sem temor de Deus.
Nesta (Segunda-feira), pereceram mais de mil almas, sem que, na cidade, alguém ousasse resistir, pois havia nela pouca gente visto que por causa da peste, estavam fora os mais honrados. E se os alcaides e outras justiças queriam acudir a tamanho mal, achavam tanta resistência que eram forçados a recolher-se para lhes não acontecer o mesmo que aos Cristãos-novos.
Havia, entre os portugueses encarniçados neste tão feio e inumano negócio, alguns que, pelo ódio e malquerença a Cristãos, para se vingarem deles, davam a entender aos estrangeiros que eram Cristãos-novos, e nas ruas ou em suas (próprias) casas os iam assaltar e os maltratavam, sem que se pudesse pôr cobro a semelhante desventura.
Na Terça-feira, estes danados homens prosseguiram em sua maldade, mas não tanto como nos dias anteriores; já não achavam quem matar, pois todos os Cristãos-novos, escapados desta fúria, foram postos a salvo por pessoas honradas e piedosas, (contudo) sem poderem evitar que perecessem mais de mil e novecentas criaturas.
Na tarde daquele dia, acudiram à cidade o Regedor Aires da Silva e o Governador Dom Álvaro de Castro, com a gente que puderam juntar, mas (tudo) já estava quase acabado. Deram a notícia a el-Rei, na vila de Avis, (o qual) logo enviou o Prior do Crato e Dom Diogo Lopo, Barão de Alvito, com poderes especiais para castigarem os culpados. Muitos deles foram presos e enforcados por justiça, principalmente os portugueses, porque os estrangeiros, com os roubos e despojo, acolheram-se às suas naus e seguiram nelas cada qual o seu destino. (Quanto) aos dois frades, que andaram com o Crucifixo pela cidade, tiraram-lhes as ordens e, por sentença, foram queimados.»
Garcia de Resende assim descreveu o evento:
"Vi que em Lisboa se alçaram povo baixo e villãos

contra os novos christãos,
mais de quatro mil mataram
dos que houve ás mãos:
uns d'elles, vivos queimaram,
meninos despedaçaram,
fizeram grandes cruezas,
grandes roubos e vilezas
em todos quantos acharam.
Estando só a cidade
por morrerem muito n'ella,
se fez esta crueldade;
mas el-rei mandou sobr'ella
com mui grande brevidade;
muitos foram justiçados,
quantos acharam culpados,
homens baixos e bargantes,
e dois frades observantes,
vimos por isso queimados.
El-rei teve tanto a mal
a cidade tal fazer,
que o titulo natural
de nobre e sempre leal
lhe tirou e fez perder;
muitos homens castigou
e officios tirou;
depois que Lisboa viu
tudo lhe restituiu

e o titulo lhe tornou".

## Cidade da tolerância

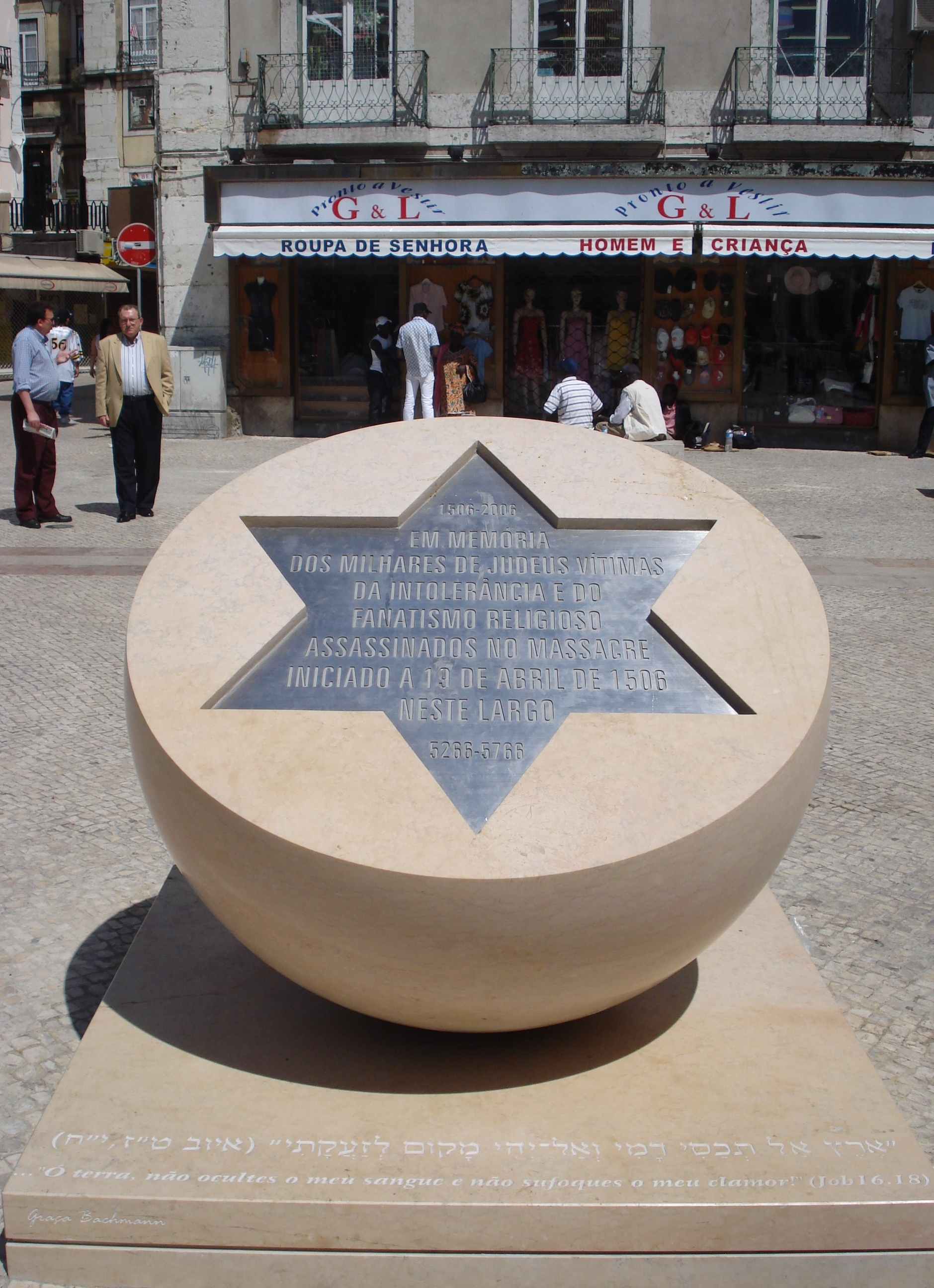
Monumento em Lisboa em homenagem aos Judeus mortos no massacre de 1506.

Esse massacre é lembrado hoje por um monumento construído no Largo de São Domingos, da autoria da arquiteta Graça Bachmann, o qual foi inaugurado em 23 de abril de 2008. O local é um tradicional ponto de encontro de estrangeiros, principalmente africanos, havendo ali ainda outro monumento em homenagem ao Catolicismo, e um muro onde a frase "Lisboa, cidade da Tolerância" está escrita em 34 línguas.